# Hans Zinsser
Hans Zinsser (17 de noviembre de 1878, Nueva York - 4 de septiembre de 1940) fue un bacteriólogo estadounidense y autor prolífico.

## Biografía
Hijo de inmigrantes alemanes, Zinsser nació en Nueva York en 1878. Recibió su diploma de la Universidad de Columbia en 1899 y completó una maestría y un doctorado en medicina en 1903. Luego de una serie de empleos médicos, fue designado profesor asociado en la Universidad de Stanford en 1910. En 1913 comenzó a dar clases en su «alma mater», y diez años después fue contratado por la Harvard Medical School, donde permaneció hasta su muerte.

## Investigación científica
La tarea de Zinsser se centró en la bacteriología y la inmunología, y estuvo muy relacionada con la enfermedad de Brill y el tifus. Entre sus principales logros se cuenta haber aislado la bacteria del tifus, y el desarrollo de una vacuna.
Escribió varios libros sobre biología y bacterias, entre ellos Rats, Lice and History (Ratas, piojos e historia), una biografía del tifus, esta obra fue reeditada en 2007.